# Arifur Rahman
Arifur Rahman (nacido el 8 de agosto de 1984) es caricaturista, ilustrador y animador político bangladesí-noruego. Es un dibujante autodidacta reconocido por su contribución a las caricaturas tanto en Internet como en los medios impresos. En Bangladés, es más conocido como "Caricaturista Arif" por sus caricaturas anticorrupción. Ha ganado múltiples premios por los dibujos animados anticorrupción de Transparency International Bangladés y Daily Star. Fue el primer y ex dibujante invitado de la Red Internacional de Ciudades de Refugio (ICORN). Es editor de la revista de caricaturas Toons Mag y organizador de concursos y exhibiciones internacionales de caricaturas.

## Biografía

### Sus primeros años
Arifur Rahman nació en un pequeño pueblo llamado Tetiar Kanda en Shahjadpur, Sirajganj, Bangladés. Cuando Arifur Rahman estaba en preescolar, el padre de Arif dejó a su esposa e hijos y se volvió a casar. Los padres de Arif se divorciaron después y su madre regresó a la aldea de su familia, llevándose a Arif y a su hermana. Estaban en la ruina y su madre estaba deprimida. Lo que sea que ella heredara de su padre ya se lo había dado a su esposo en dote, por lo que no tenía nada para sobrevivir. Arif, con su madre y su hermana, vivía en una habitación con su abuela. El abuelo materno de Arif era un hombre piadoso y tenía dos esposas. La madre de Arif estaba entre los hijos de su primer matrimonio, pero él había ido a vivir con su segunda esposa durante esos años. Significaba que apenas veía a su primera esposa. Arif estaba matriculado en una escuela cercana allí.

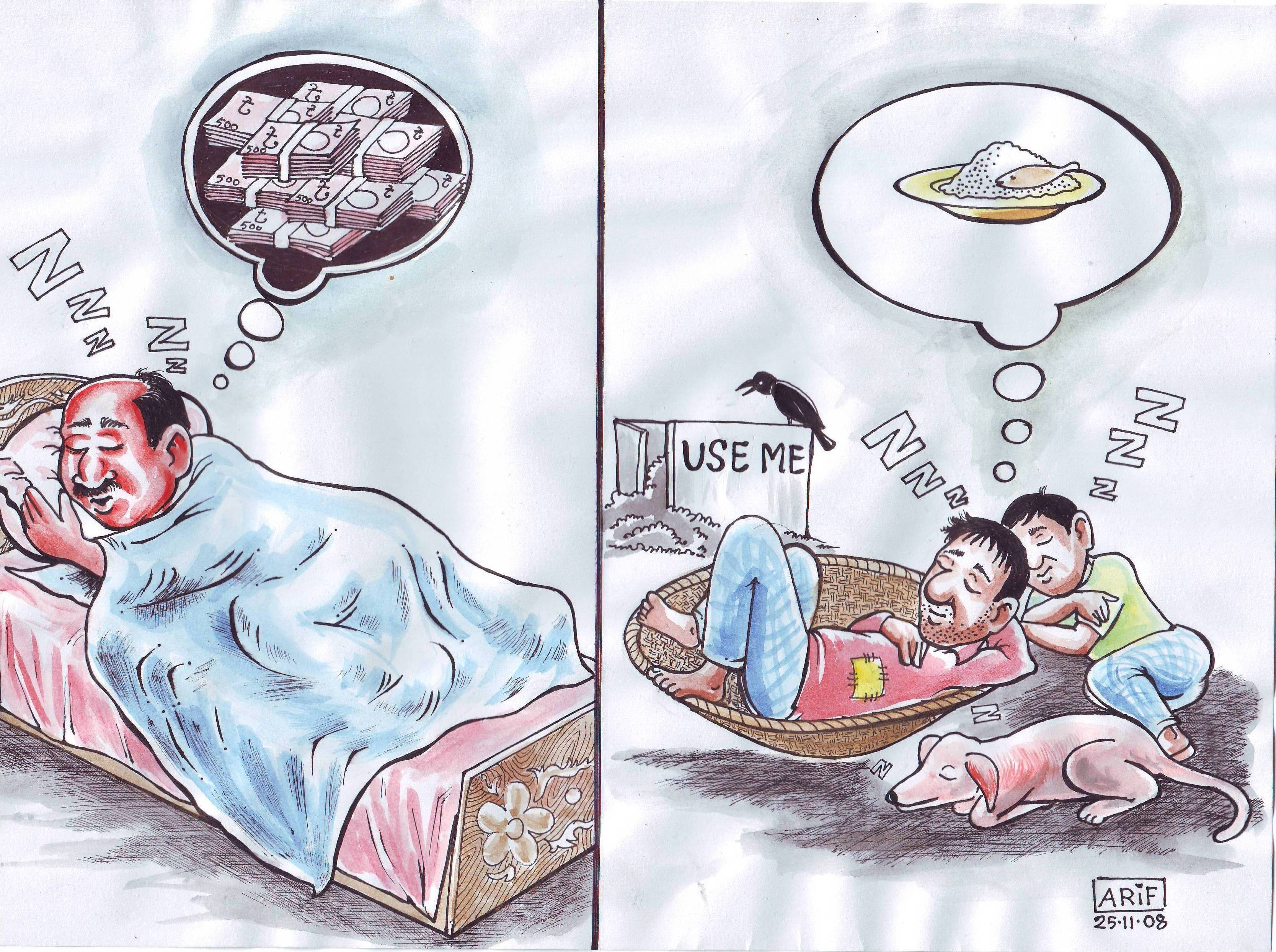
Dormir y soñar. Esta caricatura describe la diferencia entre los pobres y los más ricos, y la diferencia entre sus sueños y metas. Una de las caricaturas anteriores de Arifur Rahman de 2008.

Arif y su familia lucharon por conseguir dinero. Su madre comenzó a criar pollos por algo de dinero. Sus tíos y tías le ayudaron regalando a la madre de Arif una cabra y caloyos. Él solía cuidar el ganado cuando regresaba de la escuela. Arif fue a una escuela del pueblo en ese entonces, que estaba muy lejos de la casa de su abuelo. Arif tenía que caminar mucho para ir a la escuela todos los días. Su pueblo aún no tenía acceso a la electricidad, así que, por la noche, tenía que estudiar junto a la llama de una lámpara de queroseno. Era un dibujante autodidacta y comenzó a dibujar a una edad temprana. Su primera caricatura fue publicada en 2004 en una revista de sátiras llamada Bichhu del Daily Jugantor. Todos los días, dibujaba caricaturas y las enviaba a los periódicos para su publicación. Así es como se creó un nombre como dibujante.

### Educación
Estudió tanto en Bangladés como en Noruega. 
- 2001-06, Arifur Rahman estudió para una Licenciatura en Artes en la Universidad Nacional de Bangladés.
- 2012-13 estudió Artes Visuales en la Academia Nansen, Lillehammer, Noruega.
- 2014-16 estudió 3D y Animación en el Kristiania University College, Oslo, Noruega.

## Carrera

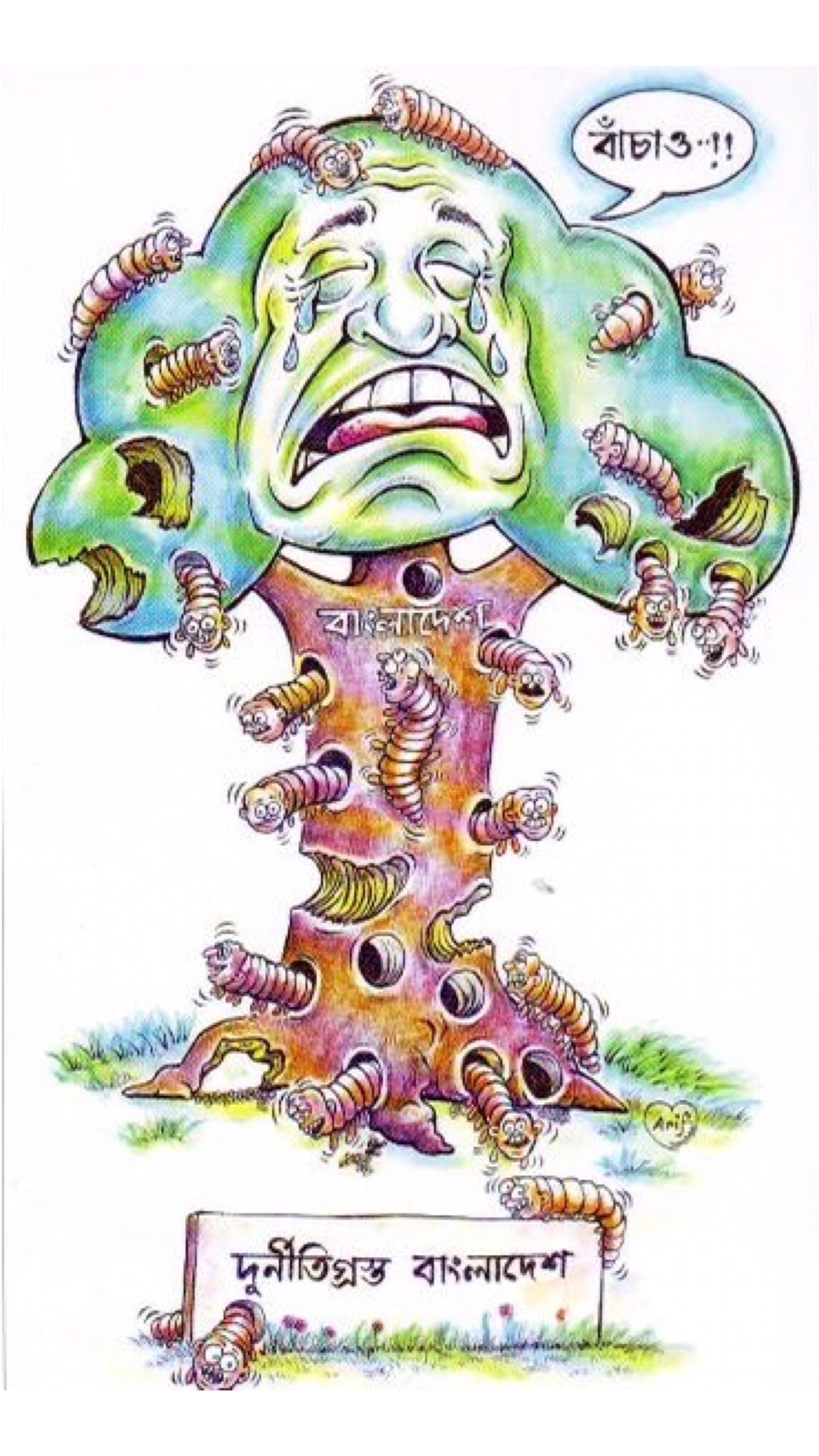
Galardonada caricatura anticorrupción, caricatura de Arifur Rahman sobre corrupción en Bangladés 2006.

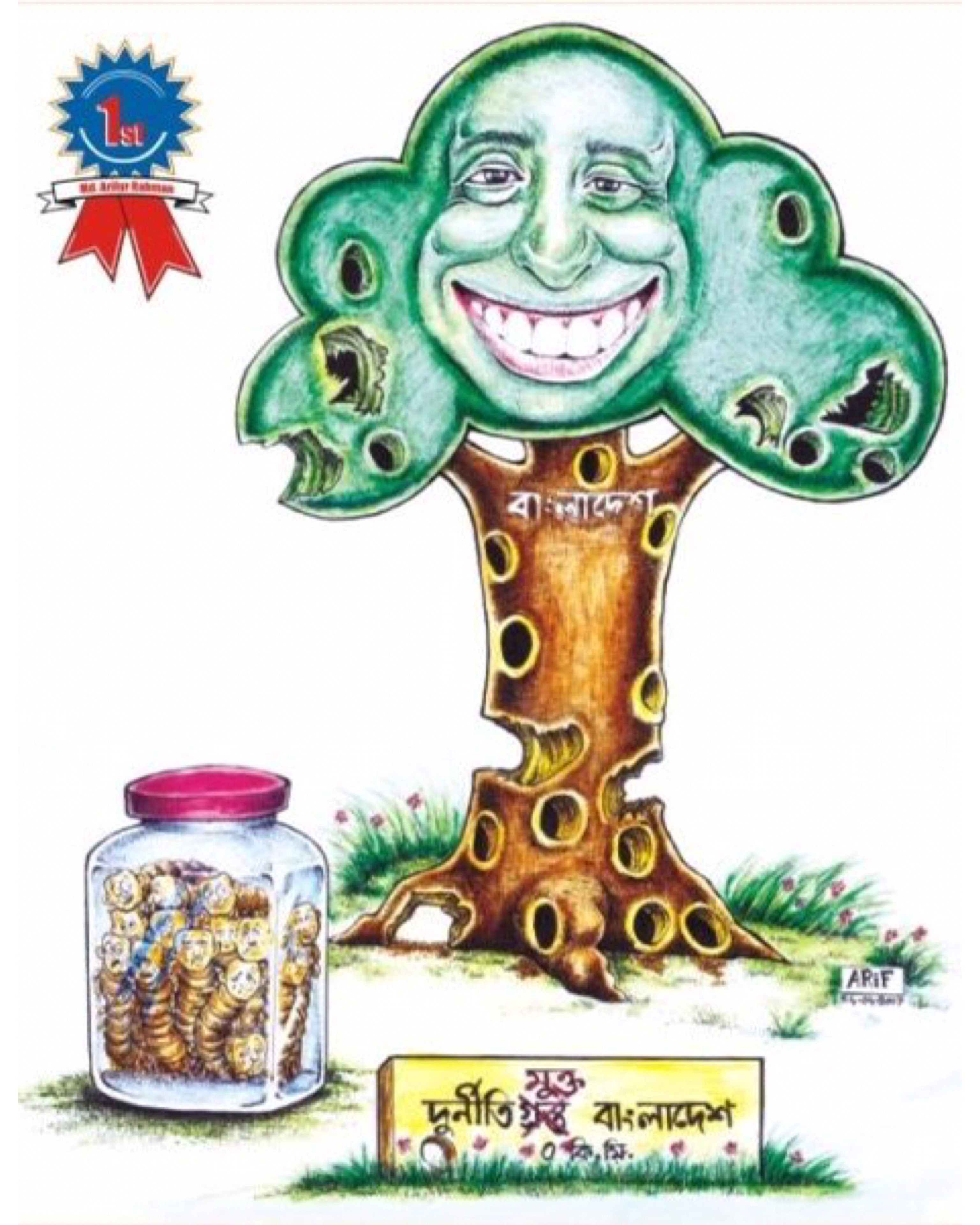
Galardonada caricatura anticorrupción sobre Bangladés 2007, caricatura de Arifur Rahman.

### Dibujando caricaturas en Bangladés
En Bangladés, era conocido como el "Caricaturista Arif". En abril de 2004, la caricatura de Arif se publicó en la revista de sátiras, "Bicchu" bajo el Daily Jugantor. Desde entonces, ha estado dibujando caricaturas de sátiras políticas y tiras cómicas en lugar de pinturas. Dibujaba todos los días y enviaba su trabajo a los periódicos. Casi todos los diarios en Bangladés publicaban regularmente sus caricaturas de un día para otro. Durante 2004-2007, dibujó una gran cantidad de caricaturas para varios periódicos de Bangladés, como The Daily Jugantar, Bhorer Kagoj, Samakal, Jaijaidin, Amar Desh, Ittefaq y Prothom Alo. Fue notado por las personas y conocido como "Caricaturista Arif" en Bangladés. Fue reconocido por otros y legendarios caricaturistas de Bangladés como Rafiqun Nabi, Shishir Bhattacharjee y Ahsan Habib.
En 2005, Arifur Rahman ganó el tercer premio en un concurso titulado, Pin Hunt, organizado por el periódico The Daily Prothom Alo, Alpin (আলপিন), y ganó el tercer premio en el Concurso de Caricaturas Anticorrupción organizado por Transparency International Bangladés (TIB) en 2006, así como el primer premio en el Concurso de Caricaturas Anticorrupción organizado por The Daily Star en 2007 y en el mismo año, The Daily Prothom Alo lo nombró para dibujar caricaturas como dibujante colaborador.

## Polémica de caricaturas en Bangladés
Las caricaturas de Arifur Rahman se publicaban regularmente en el suplemento semanal satírico de The Daily Prothom Alo, Alpin, pero la publicación en la edición del 17 de septiembre de 2007 generó bastante controversia. La caricatura presenta una conversación entre un niño pequeño y un hombre mayor. La caricatura aparentemente divertida e inofensiva hirió los sentimientos religiosos islámicos de un grupo de personas y Arif fue denunciado por su caricatura. Algunas personas dirigidas por influyentes religiosos aclamados eligieron convocar una huelga nacional en Bangladés a raíz del incidente. Alpin fue descontinuado y el editor, Sumanta Alam, fue despedido con efecto inmediato. El editor de The Daily Prothom Alo, Matiur Rahman, prometió no volver a publicar nunca más las caricaturas de Arifur Rahman en su periódico. Y por último, pero no menos importante, Arif fue arrestado en su residencia de Daca el 18 de septiembre de 2007. Fue arrestado por ser un "traidor" y por "herir sentimientos religiosos" bajo la blasfemia y la ley de emergencia de Bangladés.

### El juicio bajo la Ley de Blasfemia
Encarcelado el 18 de septiembre de 2007, Arifur Rahman permaneció en prisión durante seis meses y 2 días. Mientras estaba en prisión, Arif estaba desconsolado y se sentía muy impotente. Se sintió ofendido por su gente y su país. Mientras estaba sentado tras las rejas, decidió que crearía una plataforma para los artistas y entusiastas del arte donde pudieran expresar su talento y disfrutar del arte consciente sin ninguna limitación o sin temor a ser malentendido, juzgado o censurado injustamente.
El 4 de febrero de 2008, el Tribunal Superior dictaminó que la detención de Arif era ilegal, retiró todos los cargos presentados contra él y ordenó su liberación inmediata. Pero no fue liberado de inmediato. Finalmente fue liberado el 20 de marzo de 2008, pero la lucha continuó para Arif ya que le resultaba difícil perseguir sus sueños de caricaturista como solía hacerlo. Ni siquiera pudo continuar sus estudios debido al escándalo ya que las universidades no lo admitirían por sus polémicos antecedentes. En 2009, se presentó otro caso contra él en un tribunal de Jessore, Khulna, por la misma caricatura publicada en 2007. El tribunal de Jessore lo condenó a dos meses de encarcelamiento riguroso y lo multó con 500 taka de Bangladés, más otros siete días de prisión por impiedad.
Muchos periódicos de Bangladés se negaron a publicar más dibujos animados de Arif, pero algunos de ellos, como The Daily Ittefaq y The Daily Prothom Alo, aceptaron publicarlos bajo un seudónimo. Arif estaba desanimado con ese giro de los acontecimientos y tenía todo el derecho de sentirse así. Su deseo de crear una plataforma de dibujos animados sin censura solo se fortaleció con estos incidentes desagradables que avivaron el fuego.
En 2010, el Gobierno de Noruega ofreció voluntariamente el asilo político de Arif cuando su vida se detuvo en Bangladés y su vida estaba en constante peligro. Arif quería quedarse en su amada patria, pero no había ninguna puerta abierta para que se quedara, ya que fue etiquetado por su escándalo de 2007. Arif también llegó a temer por su vida, ya que una amenaza tras otra seguía llegando en todas sus formas. No tenía más opción que emigrar a Noruega el 30 de noviembre de 2010 y comenzar una nueva vida allí para él y sus ambiciones. No puede entrar a su amado Bangladés nunca más sin ser procesado.

## Dibujando caricaturas en Noruega
Su dibujo fue publicado en periódicos como Akershus Amtstidende, Ny Tid, Syn og Segn, Samtiden, Aftenposten, Østlandposten, Østlands-Posten, Bladet Vesterålen, Avisa Nordland, Glåmdalen, Stavanger Aftenblad y Melding til Stortinget por el Ministerio de Asuntos Exteriores (Noruega).

### Ataque a la Exposición de Caricaturas
El 1 de marzo de 2017, Arifur Rahman tuvo una exposición en Drøbak, donde algunos nuevos refugiados sirios aparecieron en el lugar de exhibición antes de abrir y tomaron dos de sus dibujos. Uno de los dibujos era de 2007 de Bangladés y otro era una crítica al sistema educativo, "Sistema Educativo Madrasa" en Bangladés.

## Plataforma de publicación y medios en línea
Arifur Rahman fundó Toons Mag el 1 de noviembre de 2009. Con él, la ambición de Arifur Rahman era crear una plataforma para que los artistas de todo el mundo se expresen sin preocuparse por ser callados por otros. Toons Mag era todo lo que Arif había soñado y más. Hasta el día de hoy, Toons Mag promueve la "libertad de expresión" y alienta a los dibujantes de todo el mundo a contribuir para enriquecer su experiencia en caricaturas. También ha estado celebrando el Concurso y Exposición Internacional de Dibujos Animados todos los años desde 2015 y sus sedes se encuentran dispersas por Europa y Asia. Cientos de dibujantes de todo el mundo participan en el concurso y obras de arte seleccionadas se exhiben en diferentes lugares cada año. Hasta ahora, ha realizado exposiciones en más de cuarenta lugares de todo el mundo. Toons Mag es editado exclusivamente por Arifur Rahman y sigue siendo un defensor indomable de la libertad de expresión. Los caricaturistas y escritores de todo el mundo contribuyen voluntariamente a Toons Mag para mostrar su talento y alcanzar su potencial.
En 2015, Toons Mag fue nominado al Mejor de Activismo en línea por The BOBs (Lo mejor de los blogs), patrocinado por Deutsche Welle y lo ganó con una cantidad sobresaliente de votos en su haber. Toons Mag también otorga la Medalla al caricaturista del año todos los años por sus contribuciones destacadas a las caricaturas desde 2016. Arifur Rahman es el que está detrás de la excelencia de Toons Mag y se ha convertido en un espejo de quién es su fundador desde el corazón.

## Exposiciones
Desde el año 2000 hasta la actualidad, sus obras de arte y caricaturas se han exhibido en más de 40 lugares, incluidos Bangladés, India, Nepal, Noruega, Suecia, Marruecos, Turquía, Francia, Croacia, Eslovaquia y los Estados Unidos.

## Iniciativas internacionales
Arifur Rahman organizó múltiples concursos y exhibiciones internacionales de dibujos animados a través de la revista de dibujos animados Toons Mag para apoyar los derechos de los niños, los derechos de las mujeres, la libertad de expresión y la igualdad de género.

### Niños en la guerra
En 2015, organizó la Exposición Internacional de Caricaturas "Niños en la guerra" para centrarse en el sufrimiento de los niños en las zonas de guerra y conflicto, como Siria, Yemen, Afganistán, Irak. Ciento veintiocho dibujantes participaron en 51 países diferentes el 10 de septiembre de 2015. La exposición fue inaugurada por el obispo Atle Sommerfeldt en The Norwegian Cartoonist Gallery (Avistegnernes Hus), Drøbak. Fue una exposición conmovedora, que se exhibió en Oslo, Nesodden, Bergen, Stavanger, Haugesund, Kristiansand en Noruega y Norrköping en Suecia. El evento fue apoyado por The Norwegian Cartoonist Gallery y Fritt Ord.

### Derechos de las mujeres
Para atraer la conciencia mundial sobre los derechos de las mujeres, Arifur Rahman y Toons Mag organizaron el concurso de caricaturas. Participaron 567 dibujantes de 79 países diferentes con 1,625 dibujos, y 12 de ellos recibieron el premio entre un total de 567 caricaturistas. Una selección estuvo representada en las exposiciones de Derechos de la Mujer, que se inauguraron en Drøbak, Bangalore y Uttar Pradesh en el Día Internacional de la Mujer, 8 de marzo de 2016. Los dibujos en las exposiciones tratan de los derechos y limitaciones de las mujeres; la falta de educación, el matrimonio forzado, la mutilación genital femenina, la violencia, la discriminación, la protección legal y la carga de trabajo. El 10 de diciembre de 2016, se exhibió en la Galería Brain Sneezing en el Prešov Wave Club, Eslovaquia. El evento fue apoyado por The Norwegian Cartoonist Gallery, Fritt Ord, Indian Institute of Cartoonist, Brain Sneezing Gallery, Prešov Wave club, fondos del EEE y la República Eslovaca.

### Libertad de expresión
Esta exposición fue organizada para apoyar la libertad de expresión. Tiene 518 dibujantes que participaron de 83 países, enviando 1,556 caricaturas, y 12 dibujantes recibieron el premio de entre un total de 518 dibujantes. La inauguración de la exposición fue en tres países, Noruega, India y Eslovaquia. Per Edgard Kokkvold, escritor y ex editor de periódico inauguró la exposición, en Drøbak. En Lillehammer, el músico noruego Moddi Knutsen, inauguró la exposición y el caricaturista político noruego Roar Hagen anunció el ganador del premio. También se exhibió en la galería Kýchanie Mozgu - Brain Sneezing, Prešov y Košice, Eslovaquia, así como en la embajada eslovaca en Oslo, Noruega. Más tarde, se exhibió en Eidsvoll, Noruega. El evento fue apoyado por The Norwegian Cartoonist Gallery, Fritt Ord, el Festival Noruego de Literatura en Lillehammer, Brain Sneezing Gallery, Prešov y el Indian Institute of Cartoonist.

## Premios y consecuciones
- 2005, Arifur Rahman ganó el tercer premio en la Pin Hunt realizada por el periódico Alpin (আলপিন) de The Daily Prothom Alo.
- 2006, ganó el tercer premio en el Concurso de dibujos animados anticorrupción organizado por Transparency International Bangladés (TIB).
- 2007, ganó el primer premio en el Concurso de dibujos animados anticorrupción organizado por The Daily Star.[8][9]
- 2008, ganó un premio especial por logros en el Concurso de dibujos animados anticorrupción organizado por Transparency International Bangladés (TIB).
- 2008, ganó el premio especial al logro de Cartoonist Rights Network, International.
- 2011, ganó el premio especial al logro por el cortometraje de animación Try.
- 2015, Arif recibió el caricaturista Pedro Memorial Grant de la Federación Noruega de Artistas.[65]
- 2015, la revista en línea, Toons Mag, fundada y editada por él, ganó The BOBs (Best of the Blogs) patrocinado por Deutsche Welle por Best of Online Activism.[42][66][67]